# 아서 블랭크

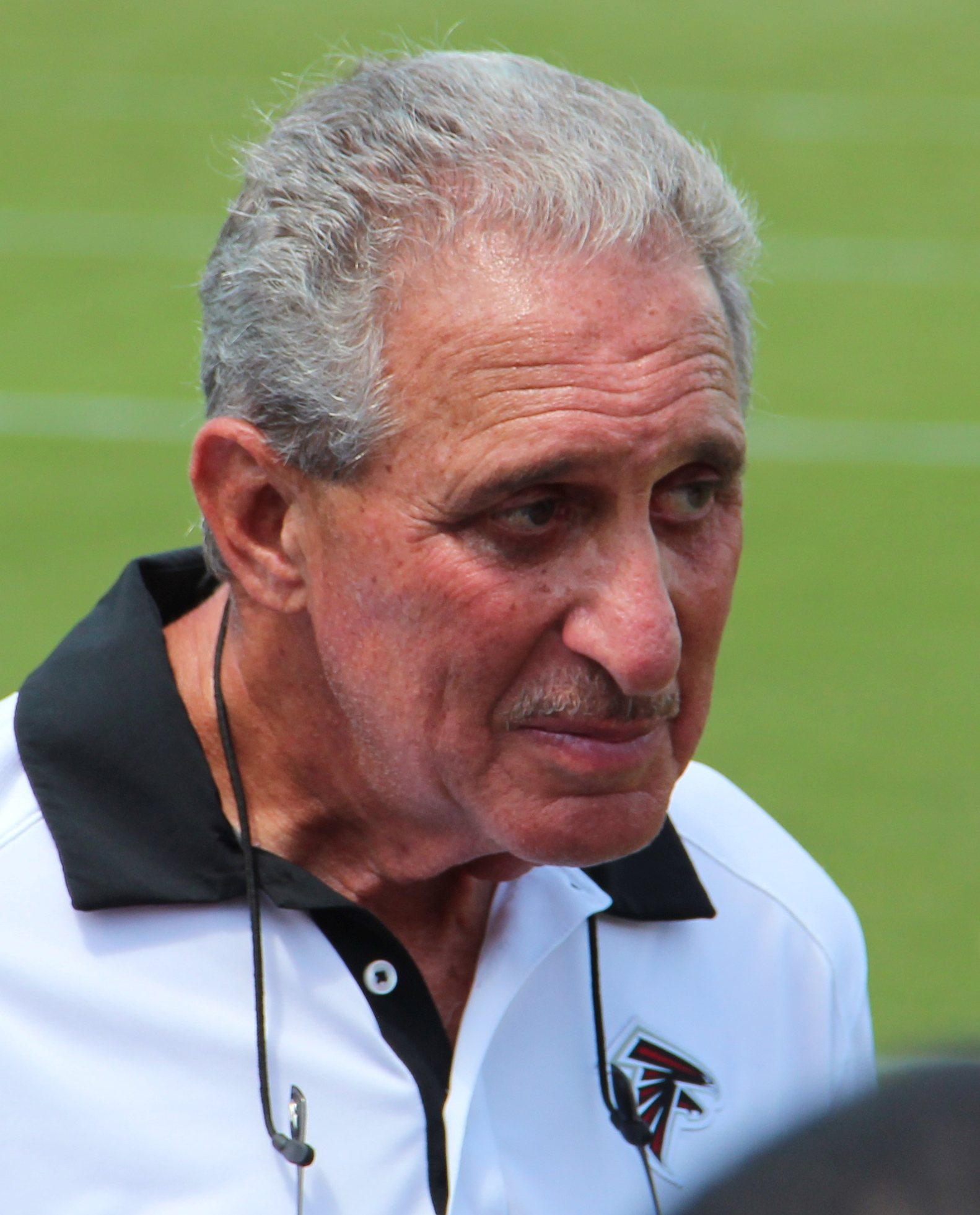
2016년

아서 블랭크(Arthur Blank, 1942년 9월 27일 ~ )는 미국의 기업인으로 홈디포를 창업하였다.
현재 미국 프로축구 메이저 리그 사커 소속 애틀랜타 유나이티드 FC의 구단주이다.